# Meze

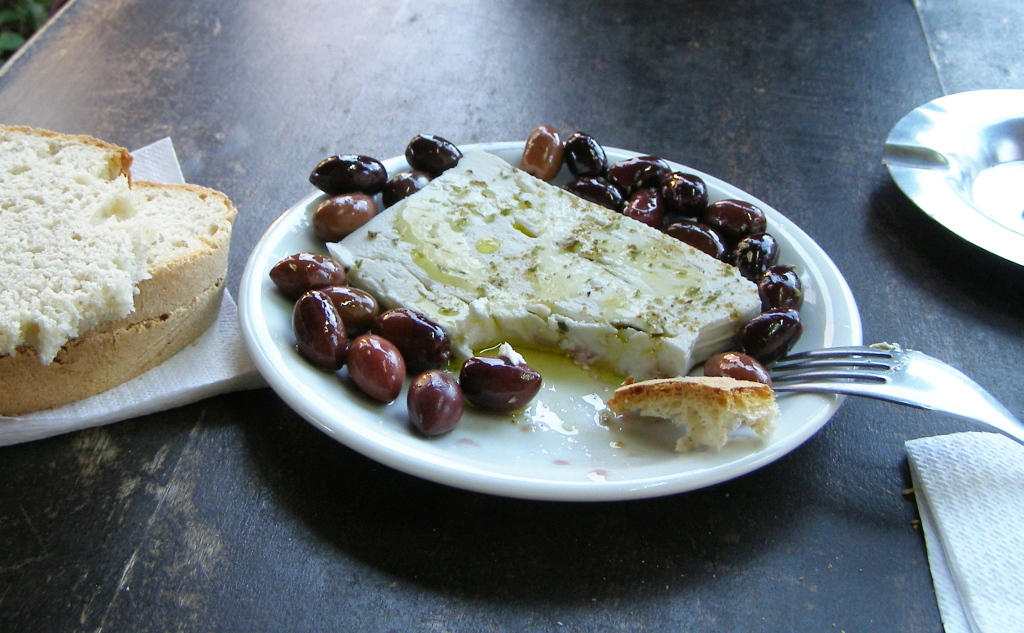
Proste greckie meze: ser feta z czarnymi oliwkami

Mezes, lm mezedes (gr. μεζές, μεζέδες, z tur. meze od pers. maze مزه) – w kuchni greckiej potrawa lub ich zestaw, podawanych jako zimna przystawka do dania  głównego albo jako zakąska, zwykle do wódki (uzo lub tsipuro).
W skład greckich mezedes najczęściej wchodzą: plaster sera feta i nieco oliwek polanych oliwą, z lekka przyprawionych (np. posypanych oregano), podanych z pieczywem. Może to być również bardzo niewielka porcja owoców morza, zazwyczaj marynowanych, bądź też nieduża porcja dojrzewającego albo wędzonego mięsa czy wędliny (kiełbaski, szynka, salami), lecz zawsze z dodatkiem pieczywa. Do kategorii tych przekąsek należą także: pikle, smażone kalmary, smażony ser, jajka, czerwona ikra, frytki, gotowana fasola.
Piato mezedes (πιάτο μεζέδες) to wiele różnych zakąsek, podanych jako większe danie (plateau) na wspólnym talerzu.
Pod nazwą meze, meza (мезе, меза) jest przystawką znaną też w jadłospisie innych kuchni bałkańskich (albańskiej, bułgarskiej, macedońskiej, serbskiej) oraz bliskowschodnich (zwłaszcza libańskiej), a także kaukaskich (Gruzja, Armenia).

## Literatura
- Σοφία Σκούρα: Μεγάλη Ελληνικη Κουζίνα [Wielka kuchnia grecka]. Αθήνα: Φυτρακη, 2008, ISBN 978-960-535-569-2.